# Ihor Marko
Ihor Iwanowycz Marko, ukr. Ігор Іванович Марко, ros. Igor Iwanowicz Marko, Игорь Иванович Марко (ur. 29 czerwca 1965 w Czerwonogrodzie, zm. 16 listopada 2006 w Równem) – ukraiński żużlowiec.

## Życiorys
Wielokrotny medalista mistrzostw ZSRR i Ukrainy, m.in. czterokrotny złoty medalista indywidualnych mistrzostw Ukrainy (1993, 1996, 2001, 2006), jak również złoty medalista młodzieżowych mistrzostw Związku Radzieckiego (1986).
Jego największym sukcesem było zdobycie złotego medalu indywidualnych mistrzostw Europy juniorów w ukraińskim Równem.
6 listopada 2006 został dotkliwie pobity i zmarł, mimo prób ratowania jego życia, 16 listopada 2006.

## Przynależność klubowa
Polska
- CemWap Opole (1996)
- Wybrzeże Gdańsk (1997)
- LKŻ Lublin (1998)
- GKM Grudziądz (2002)
- KSŻ Krosno (2003)
- SKA-Speedway Lwów (2004; Ukraina)
- Ukraina Równe (2005–2006; Ukraina)

## Osiągnięcia
Indywidualne mistrzostwa Europy juniorów
- 1986 –  Równe – 1. miejsce – 13 pkt → wyniki

indywidualne mistrzostwa Ukrainy
- 1993, 1996, 2001, 2006 – 1. miejsce
- 1994, 1995, 2002 – 2. miejsce

Młodzieżowe indywidualne mistrzostwa ZSRR
- 1986 – 1. miejsce
- 1985 – 3. miejsce